# تشارلز يوربان
تشارلز يوربان (بالإنجليزية: Charles Urban)‏ هو مونتير ومنتج أفلام وملحن أمريكي، ولد في 14 أبريل 1867 في سينسيناتي في الولايات المتحدة، وتوفي في 29 أغسطس 1942 في برايتون في المملكة المتحدة.

## وصلات خارجية
- تشارلز يوربان على موقع IMDb (الإنجليزية)
- تشارلز يوربان على موقع قاعدة بيانات الأفلام السويدية (السويدية)
- تشارلز يوربان على موقع قاعدة بيانات الفيلم (الإنجليزية)
- تشارلز يوربان على موقع كينوبويسك (الروسية)